# Garrett Brown
Garrett Brown es un director de fotografía e inventor americano, conocido por ser el creador y teórico del Steadicam.
Brown posee más de cincuenta patentes de diferentes dispositivos como la Steadicam Merlin, la Skycam (utilizada para obtener grabaciones de las vistas aéreas de los partidos de futbol), la Mobycam (cámara de seguimiento sumergible utilizada en contextos de competiciones de nadadores olímpicos), la Divecam (cámara utilizada para grabar las inmersiones en las olimpiadas) y la Flycam.

## Carrera
Se graduó en la Haverford High School. Acto seguido, se licenció en la Tufts University, donde conoció a Al Dana, un compañero con quien creó un grupo de folk llamado Brown & Dana. Dejando de lado su pasión por la música, decidió centrar su carrera profesional en la producción publicitaria, consiguiendo fundar su propia productora. 
En 1972, debe realizar un plano de seguimiento para cumplir con el requerimiento de un anuncio. Es en este momento en el que Brown inventa el primer prototipo de Steadicam, el artefacto que lo lanzará a la fama. Este invento es muy bien recibido en el mundo del cine, lo que le permite trabajar con grandes personalidades como John G. Avildsen, Hal Ashby i Stanley Kubrick. 
Actualmente, su contribución como operador de stedicam supera las 100 películas, siendo este un aparato que, hoy en día, se utiliza en prácticamente todas las películas y programas de televisión. Además fue Brown quien impulsó desde un principio la teorización e impartición de worshops para aprendices de operadores de Steadicam.

## Invención de la Steadicam
En 1972, Garrett Brown debía producir una secuencia que pudiera ser grabada por una persona pero que pareciese tan estable como una secuencia realizada por una Dolly. Por este motivo, Garett Brown comienza a trabajar en una serie de diseños experimentales de un aparato que se pudiera mimetizar con la manera en la que los humanos vemos y nos movemos por el espacio. 
Brown, junto con su gran amigo Warren G. Paul, era el dueño de una productora publicitaria llamada The Moving & Talking Picture Company. Es en este contexto donde el director de fotografía tuvo la oportunidad de comenzar a probar sus primeros prototipos (“The Pole”, “The Brown Walking Boom”)  del artefacto que le habían pedido para la realización del anuncio. 
En primavera de 1973, a Brown y a Warren se les brinda la oportunidad de mostrar una primera recopilación de diferentes filmaciones llevadas a cabo con la "Brown Stabilizer” de 16 mm en la nueva sede de Panavision, en California. La reacción de Robert E. Gottschalk, presidente de la compañía, no fue muy positiva, ya que desestimó totalmente el futuro potencial que podía haber tenido el invento. Esta reacción se produce porque el producto que querían ofrecer en el mercado no aseguraba el retorno de todos los costes dedicados a la investigación, desarrollo y producción del nuevo aparato tecnológico. Además, Gottschalk afirmó que Panavision ya tenía previsto producir su propio estabilizador, el cual podría llegar a soportar el peso de una cámara de 35 mm. 
En 1974, Brown vuelve a Philadelphia, donde comienza a plantear un nuevo prototipo, el de la "Brown Stabilizer” de 35 mm. Por otro lado, elaboró un nuevo carrete de demostración con el objetivo de poder promocionar y vender su dispositivo a las empresas y fabricantes más grandes e importantes. La recopilación de filmaciones que hizo consistía en 30 planos que resultaban imposibles de hacerse con la tecnología usada hasta el momento. Uno de aquellos planos, hacía referencia a su pareja, Ellen, subiendo y bajando las escaleras del Museo de arte de Philadelphia. Esta escena cautivó tanto a fabricantes como a directores, de entre los que destacan John G. Avildsen y Sylvester Stallone, con quien reprodujo la escena de las escaleras en la película de Rocky. El éxito de la reacción provocada por su invento le permitió firmar un contrato con Ed DiGiulio, director de Cinema Products, en noviembre de 1974. El objetivo era el desarrollo y la fabricación de su prototipo final. A partir de este momento y, hasta un año y medio más tarde, Garrett Brown, juntamente con el ingeniero Arnold DiGiulio, trabajó para mejorar el invento. Le cambiaron el nombre a "Steadicam".
Al mismo tiempo que Brown trabajaba en el desarrollo y fabricación de su producto para Cinema Products, Panavision comienza a proyectar el diseño de un sistema de estabilización que pudiera competir contra el Steadicam de Brown.
En 1977, un año después del primer debut de la Steadicam en el cine con las películas de Bound of Glory, Rocky y Marathon Man, Panavision saca a la venta "Panaglide". Este producto creaba unos efectos en sus grabaciones muy parecidos a los de la Steadicam. No obstante, su calidad era menor que la del invento de Brown dada la baja calidad de los materiales que usaba. A raíz de ello, en los años siguientes se sucedería un tiempo conocido como “contraption wars” (guerra de artefactos), en el cual las dos empresas competirían para obtener una superioridad tecnológica y reclamarían un reconocimiento como propietarios de la patente.
Este conflicto se acaba resolviendo cuando Panavision, finalmente, retrocede en su empeño y, desde entonces, empieza a pagar regalías por toda la comercialización de “Panaglide”.

## Otros inventos
A pesar que la invención de el Steadicam es su creación más reconocida, Garrett Brown ha creado múltiples soportes estabilizadores de cámara:
- Equipois
- FlyCam
- DiveCam
- GoCam
- MobyCam
- SkyCam
- Steadicam
- Steadicam Merlin
- Steadicam Tango
- SuperFlyCam

## Premios
2012 - Steadicam Guild Life Achievement Award.
2013 - Se unió al National Inventors Hall of FAME por su "Equipamiento para el uso de cámaras fotográficas" Patent No. 4,017,168, Steadicam ® Estabilizador de cámaras.

### Academy Awards
1978 - Premio honorífico - Por la invención y desarrollo del Steadicam.
1992 - Premio por el logro técnico compartido con: Ed Di Giulio (Cinema Products Corporation). Por el sistema de estabilización de cámara de Steadicam.
1998 - Secuencia histórica por: Bound for Glory (1976).
1999 - Premio por el logro técnico - Compartido con: Jerry Holway. Por la creación del Skyman por los operadores Steadicam.
2001 – American Society Cinematographers - Premio del presidente Society of Camera Operators.
2006 - Premio Científico y de Ingeniería – Por el sistema de cámara voladora Skycam: primer uso de la tecnología de cable volumétrico de tecnología 3D en el cine.
2008 - Premio por el logro técnico con: Jerry Holway. Por el sistema de soporte de la cámara Ultra2 Steadicam.

### Nikola Tesla Satellite Award
2014 - Por el visionario logro en la tecnología cinematográfica.

## Filmografía
Garrett Brown ha ejercido como operador del Steadicam en más de 100 películas a lo largo de su carrera profesional: 
1976 Marathon Man
1976 Rocky
1976 Esta tierra es mi tierra
1977 El exorcista II: El hereje
1978 The Buddy Holly Story
1980 Fama
1980 The Shining
1980 ¡Qué no pare la música!
1980 Xanadú
1980 Willie y Phil (una almohada para tres)
1980 Ahora me toca a mí
1980 La fórmula
1980 Viaje alucinante al fondo de la mente
1981 Fort Apapche, The Bronx
1981 Dance Craze
1981 Polyester
1981 El pelotón chiflado
1981 Impacto
1981 Lobos humanos
1981 Under the Rainbow
1981 El prínicipe de la Ciudad
1981 Rojos
1981 Taps, más allà del honor
1981 Georgia
1981 La brigada de Sharky
1982 Corazonada
1982 La trampa de la muerte
1982 Un poquito de sexo
1982 Annie
1982 Lookin' to Get Out
1982 Let’s spend the night together
1982 Tootsie
1982 Su juguete preferido
1982 El rey de la comèdia
1983 Baby it’s you
1983 El ansia
1983 En los límites de la realidad
1983 Yentl
1983 Una noche en el cielo
1983 Mis problemas con las mujeres
1984 Greystoke: La leyenda de Tarzán, el rey de los monos
1984 Ídolo del Rock
1984 Indiana Jones y el templo Maldito
1984 Los teleñecos conquistan Manhattan
1984 Recuerdos de Broad Street
1984 Enamorarse
1985 The Slugger’s Wife
1986 Hannah y sus Hermanas
1986 Los inmortales
1986 Dulce libertad
1986 Peligrosamente juntos
1986 Más allà de la realidad
1990 Rocky V
1993 Philadelphia
1994 Lobo
1994 Un asunto de amor
1995 Pesos pesados
1995 Casino
1995 Two Bits
1996 Antes y después
1998 Bulworth
2000 La traviata
2000 Cherry Falls
2001 Siempre a tu lado
2004 De perdidos al río
2004 Reencarnación
2004 Misteriosa obsessión
2005 El secreto de los hermanos Grimm
2005 Tránsito